# Thị trường phim Cannes
Thị trường phim Cannes (tiếng Pháp: Marché du film de Cannes) là một nơi triển lãm và trình chiếu các phim trong thời gian tổ chức Liên hoan phim Cannes. Đây là thị trường kinh doanh phim lớn nhất thế giới.
Thị trường này được thiết lập từ năm 1959 và được tổ chức hàng năm, đồng thời với Liên hoan phim Cannes. Năm 2006 đã có hơn 10.000 phim từ 91 quốc gia tham gia, và khoảng 900 phim đã được trình chiếu tại đây.